# Цуканова Людмила Олексіївна
Людмила Олексіївна Цуканова (нар. 5 листопада 1982) — українська футболістка, воротар.

## Життєпис
Футбольну кар'єру розпочала в 2000 році у складі «Донеччанка». Через 5 років виїхала до Азербайджану, де захищала кольори «Гюмрюкчю». Того ж року повернулася до України, виступала в донецькому «Металурзі». З 2007 року виступала в харківському «Житлобуді-1».
У 2008 році виїхала до Росії, де підписала контракт з воронезькою «Енергією». У команді відіграла чотири сезони. Напередодні початку сезону 2012/13 років перейшла в «Дончанку» (Азов). Дебютувала за азовську команду 8 червня 2013 року в програному (0:4) домашньому поєдинку 6-о туру чемпіонату Росії проти «Кубаночки». Людмила вийшла на поле на 46-й хвилині, замінивши Світлану Байкіну.